# Elvet
Elvet est un quartier de la ville de Durham, en Angleterre. Il forme le sud-est du centre-ville, de l'autre côté de la Wear par rapport à la cathédrale de Durham.

## Lieux notables
- le campus d'Elvet Hill de l'université de Durham ;
- l'église Saint-Oswald (en), lieu de culte anglican fondé au XIIe siècle ;
- l'église Saint-Cuthbert (en), lieu de culte catholique fondé en 1827 ;
- les principaux tribunaux de la ville (la Cour de la Couronne, la Cour du comté (en) et la Cour des magistrats) ;
- la prison de Durham (en).